# Sofota
Sofota is een geslacht van kevers uit de familie van de loopkevers (Carabidae). De wetenschappelijke naam van het geslacht is voor het eerst geldig gepubliceerd in 1951 door Jedlicka.

## Soorten
Het geslacht Sofota omvat de volgende soorten:
- Sofota chuji Jedlicka, 1951
- Sofota nigra Tian & Chen, 2000
- Sofota perakensis Kirschenhofer, 2010